# Élections européennes de 1999
Les élections européennes 1999 se sont déroulées du 10 au 13 juin 1999. Les citoyens de l'Union européenne ont élu les 626 députés du Parlement européen — ce fut la première fois que l'Autriche, la Finlande et la Suède élisaient leurs représentants européens.
Chaque État a choisi le jour de l'élection suivant ses règles et traditions. Les votes ont par contre été décomptés simultanément dans les quinze États membres de l'Union européenne, le 13 juin ; les résultats ont été communiqués le 14 juin.
| Élection du Parlement européen, 1999 - Résultats définitifs du 20 juillet 1999 | Élection du Parlement européen, 1999 - Résultats définitifs du 20 juillet 1999 | Élection du Parlement européen, 1999 - Résultats définitifs du 20 juillet 1999 | Élection du Parlement européen, 1999 - Résultats définitifs du 20 juillet 1999 | Élection du Parlement européen, 1999 - Résultats définitifs du 20 juillet 1999 | Élection du Parlement européen, 1999 - Résultats définitifs du 20 juillet 1999 | Élection du Parlement européen, 1999 - Résultats définitifs du 20 juillet 1999 |
| Groupe                                                                         | Groupe                                                                         | Idéologie(s) dominante(s)                                                      | Mené par                                                                       | Eurodéputés                                                                    | Eurodéputés                                                                    | Eurodéputés                                                                    |
| ------------------------------------------------------------------------------ | ------------------------------------------------------------------------------ | ------------------------------------------------------------------------------ | ------------------------------------------------------------------------------ | ------------------------------------------------------------------------------ | ------------------------------------------------------------------------------ | ------------------------------------------------------------------------------ |
|                                                                                | PPE-DE                                                                         | Libéral-conservatisme, démocratie chrétienne                                   | Hans-Gert Pöttering                                                            | 233                                                                            |                                                                                |                                                                                |
|                                                                                | PSE                                                                            | Socialisme démocratique, social-démocratie, social-libéralisme                 | Enrique Barón                                                                  | 180                                                                            |                                                                                |                                                                                |
|                                                                                | ELDR                                                                           | Libéralisme, centrisme                                                         | Pat Cox                                                                        | 50                                                                             |                                                                                |                                                                                |
|                                                                                | Vert/ALE                                                                       | Écologisme, régionalisme                                                       | Heidi Hautala Paul Lannoye                                                     | 48                                                                             |                                                                                |                                                                                |
|                                                                                | GUE/NGL                                                                        | Anticapitalisme, écologisme                                                    | Francis Wurtz                                                                  | 42                                                                             |                                                                                |                                                                                |
|                                                                                | UEN                                                                            | Nationalisme, conservatisme                                                    | Charles Pasqua                                                                 | 30                                                                             |                                                                                |                                                                                |
|                                                                                | EDD                                                                            | Euroscepticisme                                                                | Jens-Peter Bonde                                                               | 16                                                                             |                                                                                |                                                                                |
|                                                                                | GTI                                                                            | Mixte                                                                          | Gianfranco dell'Alba Francesco Speroni                                         | 18                                                                             |                                                                                |                                                                                |
|                                                                                | NI                                                                             | Divers                                                                         | aucun                                                                          | 9                                                                              | Total: 626                                                                     | Sources:                                                                       |

| Parti | Parti   | Pays  | Pays | Pays | Pays | Pays | Pays | Pays | Pays | Pays  | Pays   | Pays | Pays  | Pays | Pays | Pays | Total |
| Parti | Parti   | Allem | Autr | Belg | Dane | Espa | Finl | Fran | Grèc | Irlan | Italie | Luxe | P. B. | Port | Ro-U | Suèd | Total |
| ----- | ------- | ----- | ---- | ---- | ---- | ---- | ---- | ---- | ---- | ----- | ------ | ---- | ----- | ---- | ---- | ---- | ----- |
|       | GUE/NGL | 6     |      |      | 1    | 4    | 1    | 11   | 7    |       | 6      |      | 1     | 2    |      | 3    | 42    |
|       | PSE     | 33    | 7    | 5    | 3    | 24   | 3    | 22   | 9    | 1     | 17     | 2    | 6     | 12   | 30   | 6    | 180   |
|       | V/ALE   | 7     | 2    | 7    |      | 4    | 2    | 9    |      | 2     | 2      | 1    | 4     |      | 6    | 2    | 48    |
|       | ELDR    |       |      | 5    | 6    | 3    | 5    |      |      | 1     | 7      | 1    | 8     |      | 10   | 4    | 50    |
|       | PPE-DE  | 53    | 7    | 6    | 1    | 28   | 5    | 21   | 9    | 5     | 34     | 2    | 9     | 9    | 37   | 7    | 233   |
|       | UEN     |       |      |      | 1    |      |      | 12   |      | 6     | 9      |      |       | 2    |      |      | 30    |
|       | EDD     |       |      |      | 4    |      |      | 6    |      |       |        |      | 3     |      | 3    |      | 16    |
|       | TDI     |       |      | 2    |      |      |      | 5    |      |       | 11     |      |       |      |      |      | 18    |
|       | N.I.    |       | 5    |      |      | 1    |      | 1    |      |       | 1      |      |       |      | 1    |      | 9     |
|       | Total   | 99    | 21   | 25   | 16   | 64   | 16   | 87   | 25   | 15    | 87     | 6    | 31    | 25   | 87   | 22   | 626   |

Groupes parlementaires par pays

## Taux de participation
| Pays                        | Pays     | Pays     | Pays     | Pays    | Pays     | Pays   | Pays   | Pays    | Pays   | Pays       | Pays     | Pays     | Pays        | Pays   | Total  |
| Allemagne                   | Autriche | Belgique | Danemark | Espagne | Finlande | France | Grèce  | Irlande | Italie | Luxembourg | Pays-Bas | Portugal | Royaume-Uni | Suède  | Total  |
| --------------------------- | -------- | -------- | -------- | ------- | -------- | ------ | ------ | ------- | ------ | ---------- | -------- | -------- | ----------- | ------ | ------ |
| 45,2 %                      | 49,4 %   | 91 %     | 50,5 %   | 63 %    | 31,4 %   | 46,8 % | 75,3 % | 50,2 %  | 70,8 % | 87,3 %     | 30 %     | 40 %     | 24 %        | 38,8 % | 49,8 % |
| Source : Parlement européen |          |          |          |         |          |        |        |         |        |            |          |          |             |        |        |

## Élection du président de la commission européenne
| Candidat   | Candidat           | Date       | Vote      | Vote      |
| ---------- | ------------------ | ---------- | --------- | --------- |
|            | Romano Prodi (PSE) | 5 mai 1999 | Pour      | 392 / 626 |
| Contre     | Romano Prodi (PSE) | 5 mai 1999 | 72 / 626  |           |
| Abstention | Romano Prodi (PSE) | 5 mai 1999 | 41 / 626  |           |
| Nuls       | Romano Prodi (PSE) | 5 mai 1999 | 0 / 626   |           |
|            |                    | 5 mai 1999 |           |           |
| Exprimés   | Romano Prodi (PSE) | 5 mai 1999 | 505 / 626 |           |

## Compléments